# Guy Bridge
Guy Bridge es un deportista británico que compitió en vela en la clase Formula Kite. Sus hermanos Oliver y Stephanie compitieron en el mismo deporte.
Ganó una medalla de plata en el Campeonato Mundial de Formula Kite de 2018 y dos medallas en el Campeonato Europeo de Formula Kite, en los años 2018 y 2020.

## Palmarés internacional
| \| Campeonato Mundial \| Campeonato Mundial \| Campeonato Mundial \| Campeonato Mundial \| \| Año \| Lugar \| Medalla \| Clase \| \| ------------------ \| --------------------- \| ------------------ \| ----------------------------- \| \| 2018 \| Aarhus (Dinamarca) \| Medalla de plata \| Formula Kite \| \| Campeonato Europeo \| \| \| \| \| Año \| Lugar \| Medalla \| Clase \| \| 2018 \| La Rochelle (Francia) \| Medalla de oro \| Formula Kite \| \| 2020 \| Traunsee (Austria) \| Medalla de bronce \| Formula Kite por relevo mixto \| |                       |                   |                               |
| Campeonato Mundial |                       |                   |                               |
| Año | Lugar                 | Medalla           | Clase                         |
| 2018 | Aarhus (Dinamarca)    | Medalla de plata  | Formula Kite                  |
| Campeonato Europeo |                       |                   |                               |
| Año | Lugar                 | Medalla           | Clase                         |
| 2018 | La Rochelle (Francia) | Medalla de oro    | Formula Kite                  |
| 2020 | Traunsee (Austria)    | Medalla de bronce | Formula Kite por relevo mixto |